# Boeing 737
Boeing 737 er Boeings mest populære model og det mest solgte passagerfly nogensinde. Ved udgangen af juni 2019 stod ordrebogen for alle modeller af 737 på 4601 og i alt er blevet leveret. Der er i alt lavet 9 versioner af 737'eren siden lanceringen i 1965. De "originale" versioner er fra 737-100 til -200. De "klassiske" er fra 737-300 til -500. 737-600 til -900 kaldes også 737NG – Next Generation. Ydermere er der lavet en forretningsflysudgave af modellen, kaldet 737 BBJ, Boeing Business Jet, som kan indrettes helt efter kundens ønske og behov. I Danmark anvender især SAS, og Jet Time Boeing 737, samt Norwegian, som har norsk-registrerede fly med fast base i København.

## Historie
737'eren blev annonceret af Boeing i 1965, og skulle supplere modelprogrammet som et kortdistance rutefly med færre passagerer end de større 707, 720 og 727. Den første kunde, Lufthansa, ønskede imidlertid en større model, og designet endte med en 100-sæders ruteflyver. Første flyvning skete i april 1967, og Lufthansa fik leveret de første eksemplarer i februar 1968.
Produktionen skiftede dog hurtigt til den forlængede -200 model, som forblev i produktion i forskellige underudgaver helt frem til 1988 med over 1100 leveret. Det amerikanske luftvåben USAF modtog 19 737-200 som transport- og træningsfly under betegnelsen T-43A.

## Classic
-300, -400 og -500 kom til i 1980'erne, hvor den første 737-300 fløj i februar 1984. En væsentlig forskel fra de tidligere modeller er nye CFM56 turbofan-motorer, som med forbedret ydeevne, mindre brændstofforbrug og langt mindre støjforurening, gjorde det i forvejen populære fly endnu mere attraktivt for operatørerne. -400 og -500 er henholdsvis forlængede og forkortede udgaver, og sammen gav de Boeing et seriøst trumfkort at tilbyde flyselskaberne rundt om i verden med sædekapacitet mellem 108 og 188 og en rækkevidde på omkring 4.000 km. Samme forretningsområde kæmper ærkerivalen Airbus også om med deres A320 serie.

## Boeing 737 Next Generation
Boeing 737NG (Next Generation) består af -600/-700/-800/-900 modellerne. Disse begyndte udviklingen i 1993, og de første leveringer blev fuldført i december 1997. Fælles for dem er forbedrede motorer, nyt design på vinger og haleplaner og ikke mindst et moderne EFIS cockpit med seks LCD skærme (glascockpit). Som med 300/400/500 serien kan man også i NG'erne flyve hver separat model i serien på samme rating, blot med "difference training" i hver enkelt model. Den mindste -600 har en typisk kapacitet på 110 sæder, mens den store -800 og -900 kan sidde op til 189. Til trods for at -900 er større, er der stadig kun 189 passagerer tilladt pga. antallet af nødudgange – dog har den seneste -900ER et sæt ekstra nødudgange, hvilket gør det muligt at sidde helt op til 215 passagerer. SAS var i øvrigt launch costumer for -600 modellen. Til både nye og gamle maskiner tilbyder Boeing at montere Blended Winglets som ekstraudstyr for at forbedre økonomien endnu mere. Stort set alle kunder foretrækker at få disse installeret, da brændstofprisen de senere år har været stærkt stigende, og dermed gør besparelsen i brændstof langt større end udgiften til køb af winglets.
Boeing har siden videreudviklet en række underudgaver af NG-modellerne. En 737-700C (Convertible) tillader at kroppen kan indrettes som både passager, fragt eller en kombination deraf. -700ER og -900ER (Extended Range) er for nylig blevet tilbudt Boeings kunder og har bl.a. fået tilføjet forstærkede vinger og ekstra brændstoftanke som tillader længere flyvninger. Desuden er -900ER forsynet med et par ekstra nødudgange, hvilket har gjort den godkendt til operationer med op til 215 passagerer.
BBJ Boeing Business Jet er baseret på -700/-800. Som oftest er de udstyret med ekstra brændstoftanke, hvilket giver nogle udgaver en rækkevidde på linje med de største interkontinentale airliners. Derudover får de en indretning efter kundens ønske, som kan variere fra et generel business class interiør til ren luksusindretning til en enkelt person i hele flyet!

## Boeing 737 MAX
Både Boeing og Airbus har tøvet med at kaste sig ud i en helt ny flytype til at afløse deres populære 737 og A320 serier. Boeing har længe haft intentioner om at udvikle et helt nyt fly fra bunden og udnytte de erfaringer man har fået med den nye Boeing 787, men har udskudt beslutningen. Da Airbus så i 2010 annoncerede, at man ville markedsføre en revideret Airbus A320 med fokus primært på nye effektive motorer, fulgte Boeing efter og presenterede deres 737 MAX.
Boeing evaluerer i øjeblikket forskellige variationer af motorer. 737 står i forvejen meget lavt over jorden, og dens indsugning er derfor oval for at undgå indsugning af objekter. Hvis den nye motor er bare lidt større i diameter vil det kræve en større modifikation af motorens placering og sandsynligvis landingsstellet, hvilket bliver dyrt at gennemføre. Man vil foretrække at lave så få forskelle som muligt fra den oprindelige NG-model, for at bevare fællesskabet mellem modellerne og dermed kræve mindre omskoling af piloter og flymekanikere. Ud over motorerne, arbejdes der på at optimere formen omkring halen, vingerne og andre steder på kroppen. Men på trods af optimeringen er man også klar over, at på et tidspunkt i nær fremtid er man nødt til at begynde udviklingen af et helt nyt fly. 737 begyndte sit liv i 1960'erne og der er grænser for, hvor meget man kan optimere dens effektivitet.
Alle Boeing 737 MAX fly blev i løbet af marts måned, 2019, tildelt et flyveforbud. Dette flyveforbud kom efter to flystyrt, der havde visse ligheder. De to styrt skete indenfor 5 måneder og slog over 300 mennesker ihjel. Det er dog for tidligt at sige hvad der er skyld i ulykkerne, men Boeing og det amerikanske FAA, der står for godkendelse af flytypen, er kommet i krafttig modvind efter afsløringer om, måske manglede kontrol med godkendelsen af Boeing 737 MAX.

## Militære udgaver
Boeing 737 startede sin militære karriere med -200 modellen, kaldet Boeing T-43, i 1973, da de blev leveret til det amerikanske luftvåben (USAF). Disse blev primært brugt som navigationstrænere, men enkelte er også blevet ombygget til almindelige transportfly, designeret CT-43. I lang tid var der ikke den store interesse for flyet i militære kredse, men den amerikanske flåde og luftvåbnet besluttede sidst i 1990'erne at købe en række 737-versioner til transporttjeneste, kaldet C-40 Clipper. Disse er baseret på 737-700C og Boeing Business Jets. Flere andre lande har ligeledes fået øjnene op for mulighederne i den populære type, ikke mindst pga. dets popularitet i den civile verden, hvilket gør det let at skaffe reservedele og udføre vedligeholdelse, uanset hvor i verden man befinder sig.
Hvor det i lang tid var næsten udelukkende generelle transportopgaver, der blev udført af 737-flyene, er der de senere år kommet en række højt specialiserede versioner til. En luftbåren radarstation, AEW&C (Airborne Early Warning and Control), er bestilt af Australien, Tyrkiet og Sydkorea, og forventes i tjeneste inden for de næste par år.
Enkelte versioner har tidligere været bygget om og indrettet til maritim overvågning. I 2004 bestilte den amerikanske flåde op til 108 fly, specialudviklet til havovervågning og patrulje, kaldet P-8 Poseidon, til at afløse det hidtidige fly i denne rolle, P-3 Orion. Dette må betragtes som den største militære succes for Boeing 737 til dato, og vil muligvis afføde endnu flere ordrer fra andre lande. Dette vil også, så vidt vides, være første gang en 737 bliver udrustet med våben.

## Tekniske data for 737-800
- Vingespænd: 35,7 m
- Længde:39,47 m
- Vingeareal: 125 m²
- Tomvægt: 42.460 kg
- Maks. startvægt: 78.999 kg
- Marchhastighed: Mach 0,785
- Maks. hastighed: Mach 0,82; 540 knob
- Maksimal operativ højde: 41.000 fod
- Design rækkevidde: 5.440 km